# Falcon 9
Falcon Heavy este un sistem de lansare spațial dezvoltat și aflat în serviciu de compania privată americană SpaceX.

## Familia Falcon

De la stânga la dreapta, Falcon 1, Falcon 9 v1.0, trei versiuni ale Falcon 9 v1.1, trei versiuni ale Falcon 9 v1.2, dui versiuni ale Falcon 9 Block 5,și Falcon Heavy

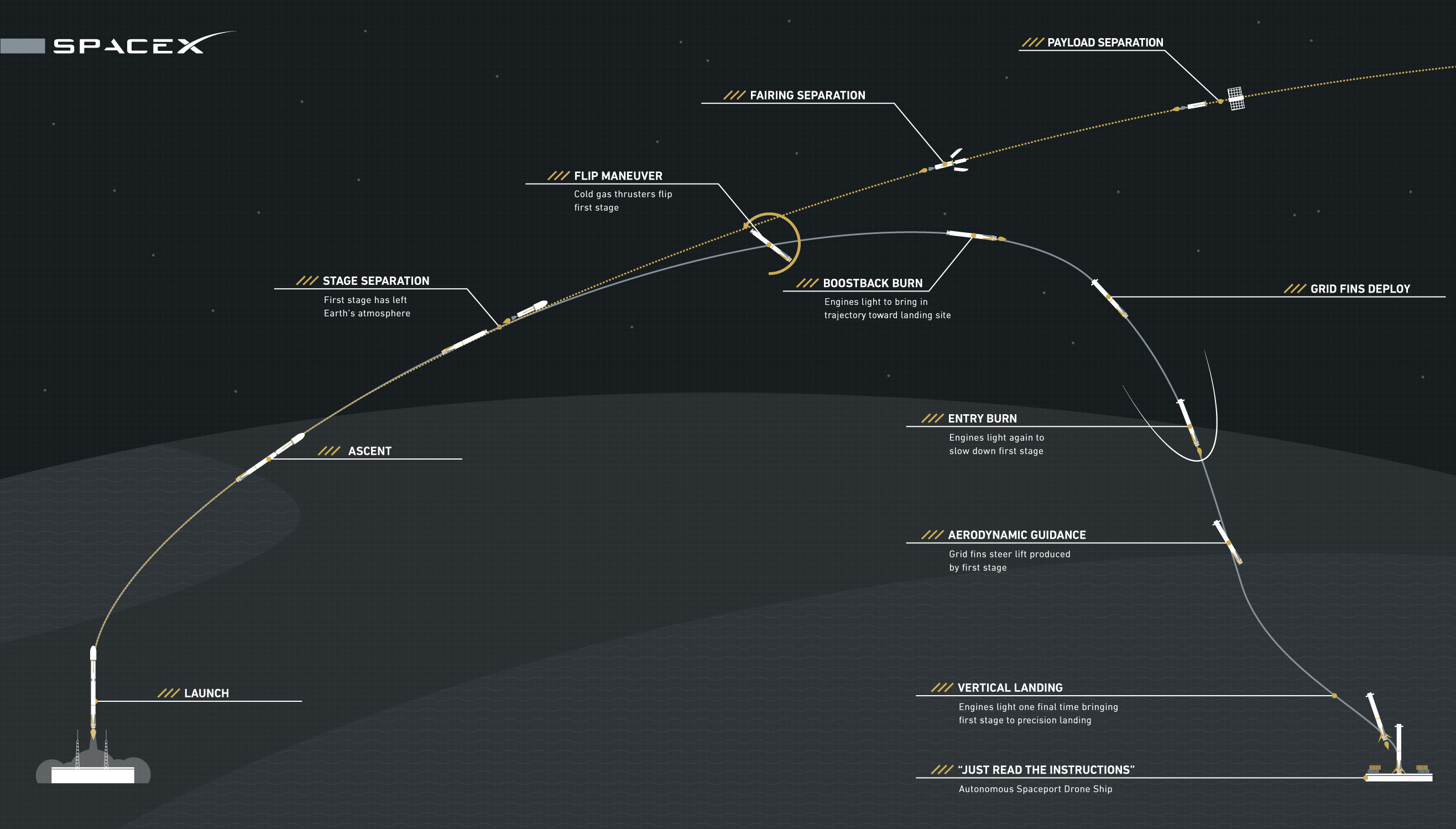
Reprezentare grafica a zborului de la lansare pana la aterizare vertical

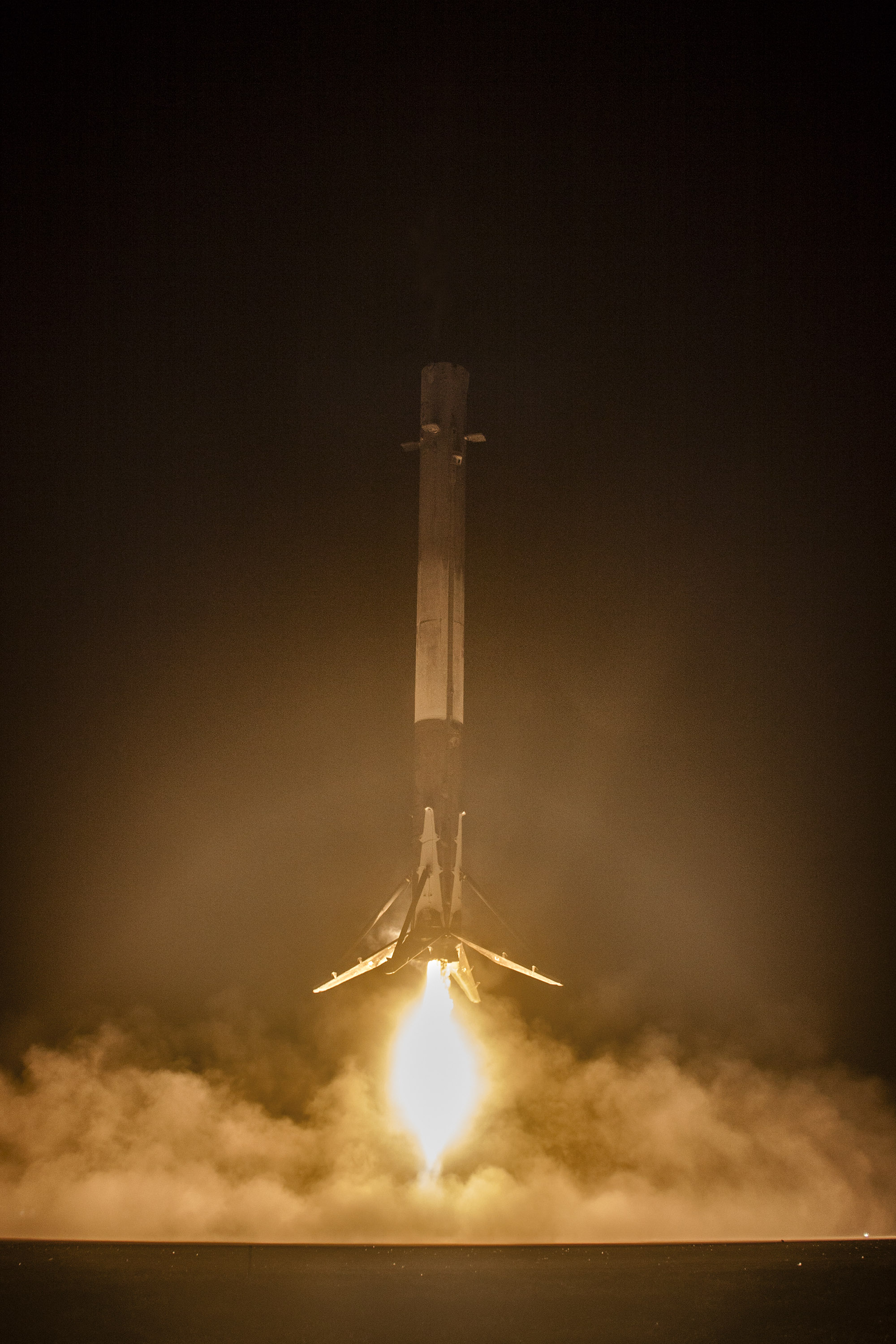
Aterizare verticala reusita a primei trepte la Centrul Spațial Kennedy pe 21 decembrie 2015

| Versiune                                                                          | Falcon 9 v1.0 (block 1) | Falcon 9 v1.1                   |
| --------------------------------------------------------------------------------- | ----------------------- | ------------------------------- |
| prima treaptă                                                                     | 9 × Merlin 1C           | 9 × Merlin 1D                   |
| a doua treaptă                                                                    | 1 × Merlin 1C Vacuum    | 1 × Merlin 1D Vacuum            |
| înălțime                                                                          | 53 m                    | 69,2 m                          |
| Diametru                                                                          | 3,6 m                   | 3,6 m                           |
| Putere inițială (kN)                                                              | 3807 kN                 | 5880 kN                         |
| Masa la decolare (tone)                                                           | 333 t                   | 505 t                           |
| Diametru interior                                                                 | *                       | 5,2 m lățime pe 13,1 m înălțime |
| Sarcina utilă pentru Orbita joasă a Pământului (kg) de la Centrul Spațial Kennedy | 10.450 kg               | 13.150 kg                       |
| Sarcina utilă GTO (kg)                                                            | 4.850 kg                | 5.300 kg                        |
| Preț (milioane US $)                                                              |                         | 56,5 milioane US$               |
| Rata de succes                                                                    | 5/5                     | 12/12                           |

Componente ale Falcon 1.1
Noua dispunere a motoarelor în cerc pe V1.1 (la stânga V1.0)
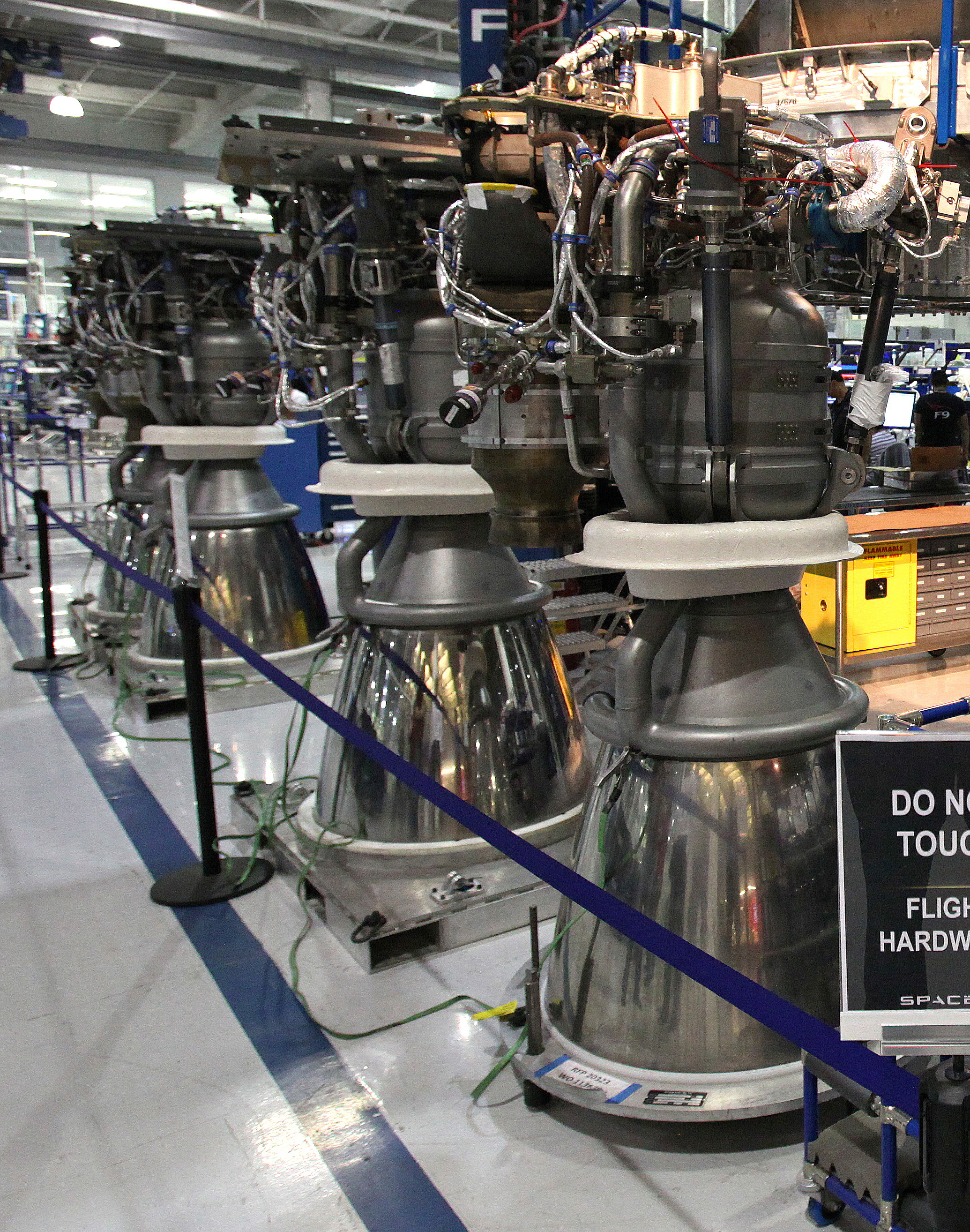
Motorul Merlin 1D al versiunii V1.1 este mai puternic

Componente ale Falcon 1.0
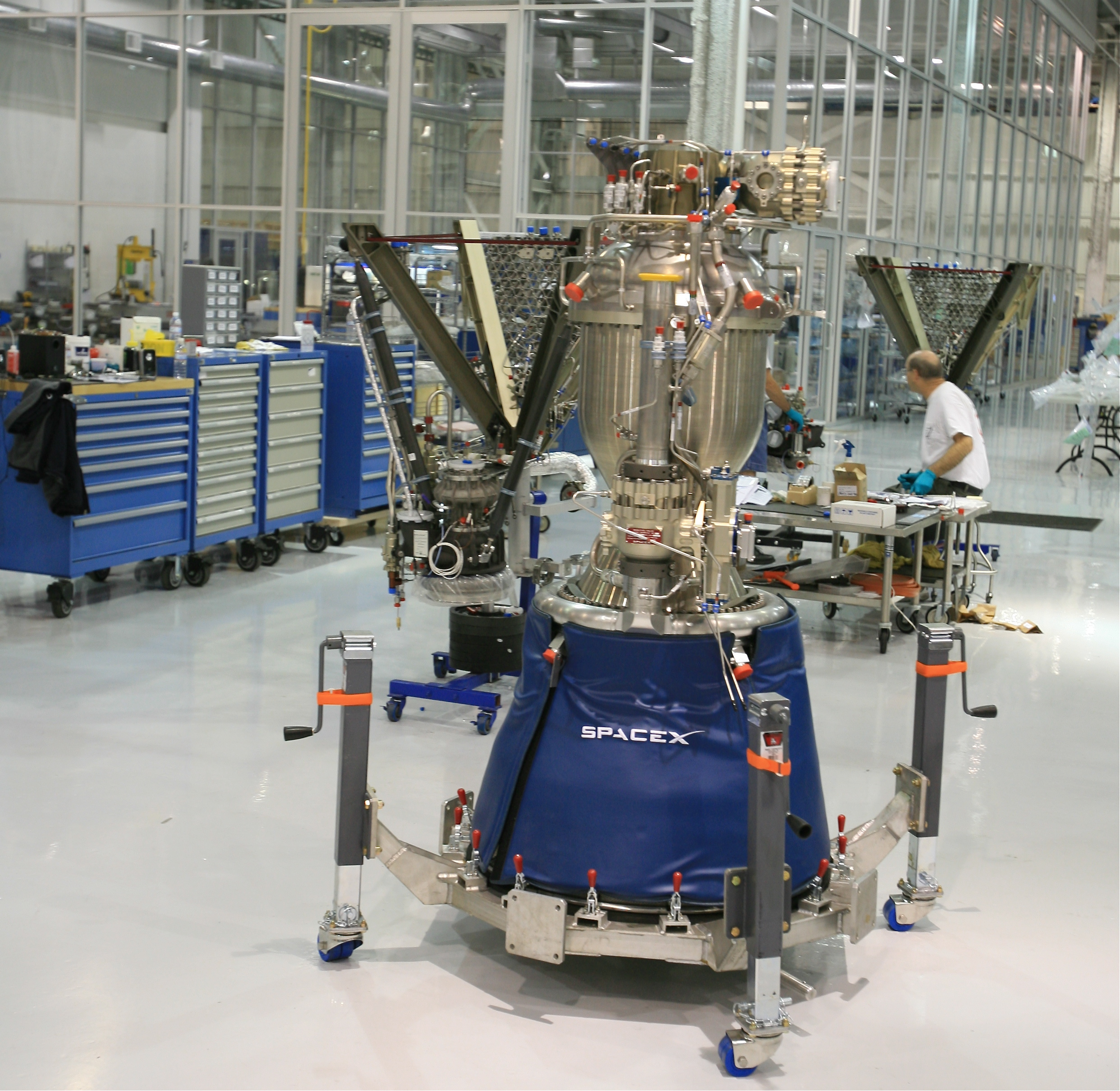
Motorul Merlin 1C este utilizat pentru propulsia primelor două trepte
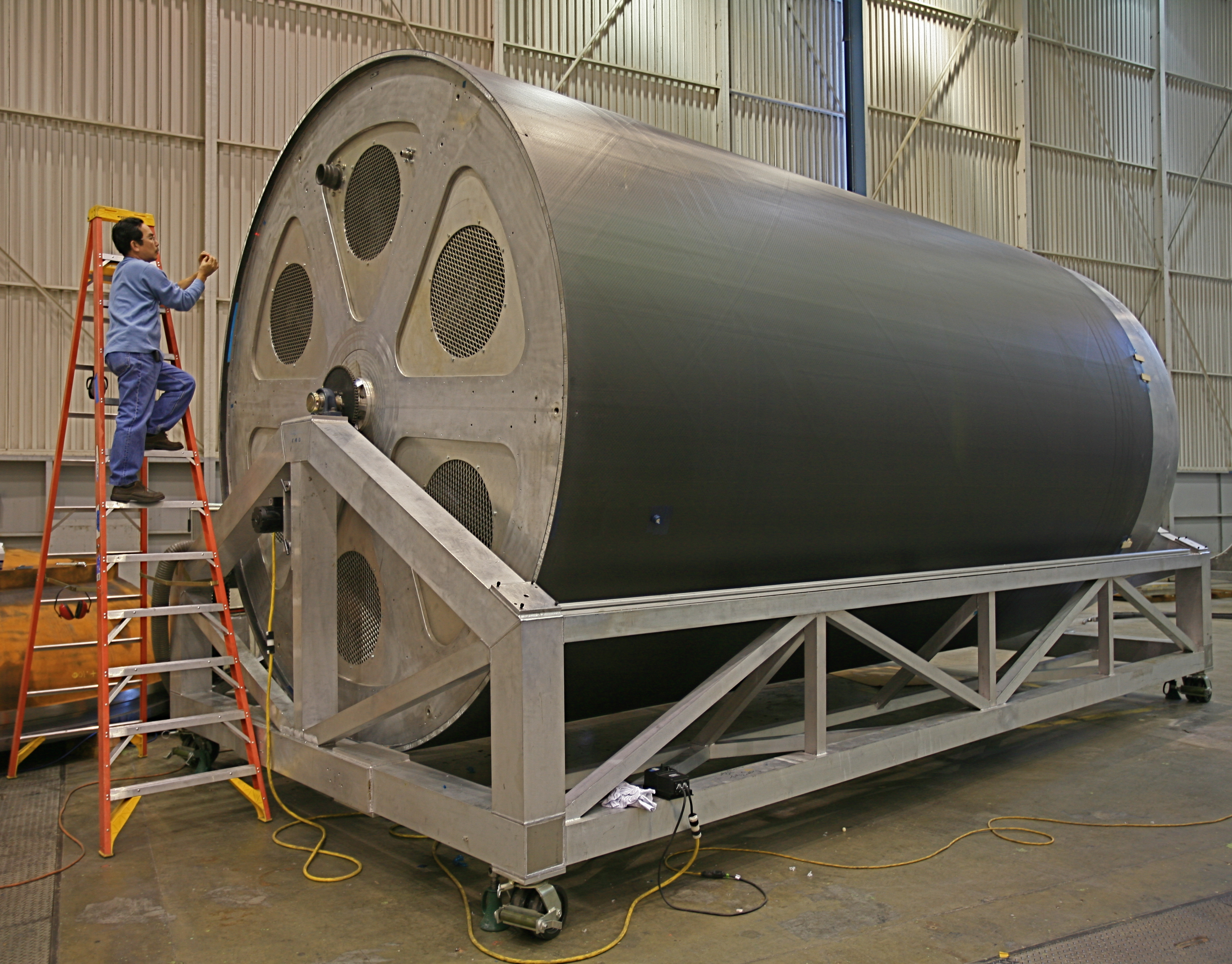
Legătura dintre trepte este realizată din fibră de carbon
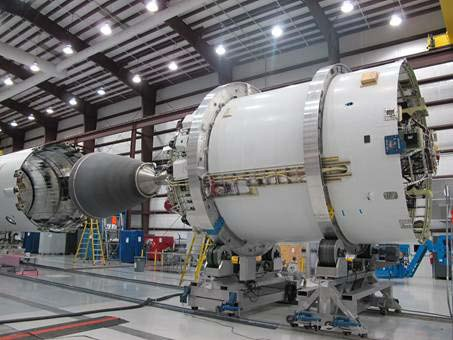
A doua treaptă

## Rachete similare
- Titan IIIC
- Ariane 5
- H-IIA
- H-IIB
- Atlas V
- Angara A3
- Delta IV
- Chang Zheng 5
- Proton

## Legături externe
- În așteptarea misiunii umane pe Marte: două astronave noi vor fi testate în 2014 Descoperă